# Nicté

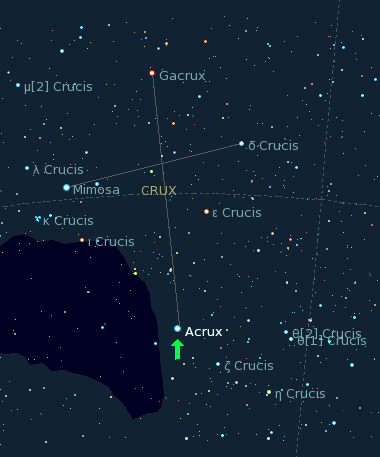
La Cruz del Sur.

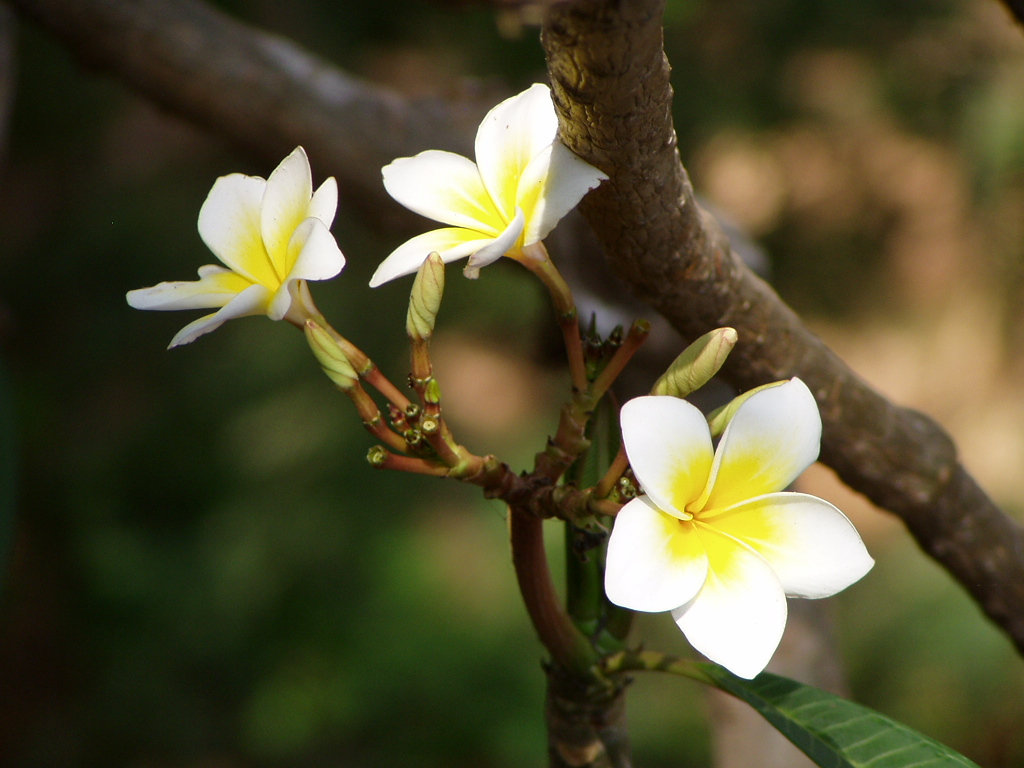
La flor de mayo.

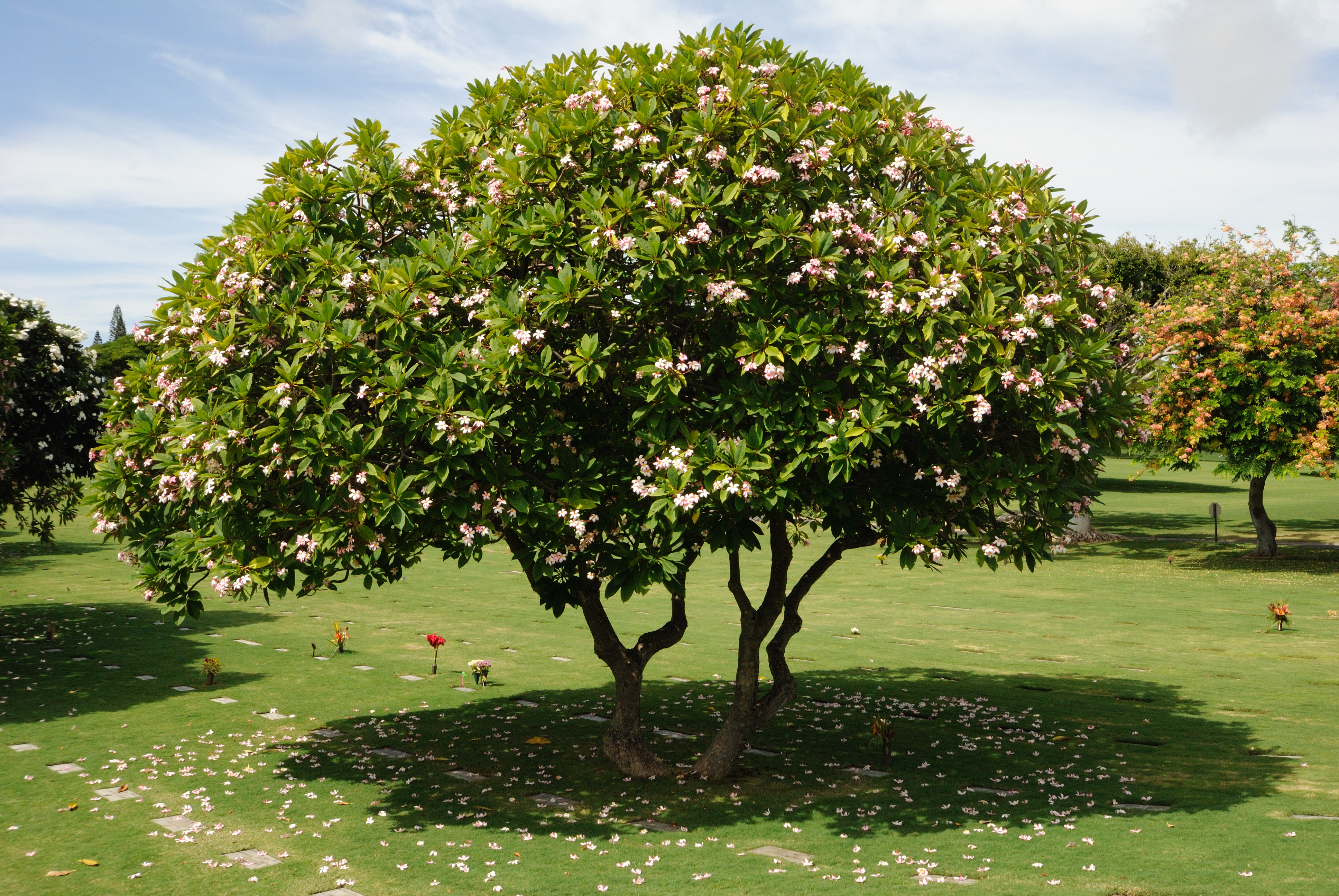
El árbol flor de mayo.

La leyenda de la Flor de Mayo o Nicté (del maya: nicte': flor; flor de mayo, árbol así llamado.)- llamada así por la enciclopedia alfabética Yucatán en el Tiempo- es una leyenda de Yucatán compilada en el libro Leyendas Mayas por el escritor yucateco Clemente López Trujillo, la cual se refiere al árbol Plumeria o Flor de Mayo y a la constelación estelar Cruz del Sur.
En el libro mencionado, Leyendas Mayas, esta leyenda se llama La Flor de Mayo. Otras publicaciones especializadas que recogen esta leyenda la identifican también como la Leyenda de la Flor de Mayo.

## La leyenda de la Flor de Mayo
Narra la leyenda que un indígena maya casado pero sin descendencia, pasaba gran parte de su tiempo en actitud contemplativa observando las estrellas de la Cruz del Sur particularmente en las cálidas noches del mes de mayo. Se condolía el hombre de no tener hijos y rogaba a los dioses le concedieran una hija tan bella como las estrellas que observaba. Su súplica se vio satisfecha y su mujer dio a luz una niña bella y blanca como sus sueños.
La niña creció bella pero enfermiza, pasándose el tiempo observando las estrellas. Al llegar a su adolescencia, su melancolía y su condición enfermiza se agravaron a pesar de los esfuerzos de los curanderos de la región, que nada podían hacer frente a una enfermedad desconocida. Un mes de mayo la niña murió profundamente triste, cuando la Cruz del Sur estaba más resplandeciente que nunca. Al día siguiente de su muerte, el padre soñó que su hija había volado hacia las estrellas donde ella pertenecía. Los dioses, escuchando el ruego del hombre, habían enviado una de las estrellas de la constelación para satisfacerlo, cobrando esta forma humana. Después de obsequiarlo un tiempo, la estrella había vuelto al firmamento.
La pequeña fue enterrada y al año, cuando apareció de nuevo la Cruz del Sur, en el pie de su tumba nació un árbol que hoy se conoce con el nombre de la flor de mayo (Sak Nicté en maya), porque desde entonces florece en tal mes para recordar la muerte de la niña triste.
Existe además otra versión colonial llamada "La Capilla de la Flor de mayo", la cual aparece en el libro Leyendas Izamaleñas del escritor Ramiro Briceño López, donde se explica el suceso extraordinario que motivó la construcción de dicha capilla y se manifiesta la costumbre de los lugareños de ofrendar en el mes de mayo ramilletes de esta flor a la Virgen María.
Ambas leyendas tienen un mismo hilo conductor: narran la historia de una niña devota que se enferma y después fallece en el mes de mayo por designio divino; y en mayo del año siguiente, sobre el sitio de su muerte, aparece milagrosamente la flor de mayo.

## Antecedentes
En la tradición de los mayas abundan leyendas que explican el origen fantástico de las cosas.
Una de estas narraciones describe el origen mítico del árbol conocido en la Península de Yucatán como flor de mayo, llamado así porque florece en dicho mes. La Leyenda de la Flor de Mayo aparece también en el libro Amerindmaya, del escritor y poeta Luis Rosado Vega –versión compilada por el escritor Clemente López Trujillo en su libro Leyendas mayas, en el libro Leyendas y consejas del antiguo Yucatán del autor Ermilo Abreu Gómez y en el libro Leyendas Mayas y Quichés del presbítero Gaspar Jesús Azcorra Alejos.